# De andre
De andre er en norsk dokumentarfilm som havde premiere i november 2012. Den sætter et kritisk søgelys på norsk asylpolitik og handler om, hvordan det er at være ung asylansøger uden omsorg, og hvordan det kan blive opfattet som traumatisk.